# Y 51100
,
Les Y 51100 sont des locomoteursprototypes de la SNCF issus des Y 9100. 

## Utilisation
Ils sont surnommés les « yoyos » en raison du va-et-vient permanent en gare de triage. 

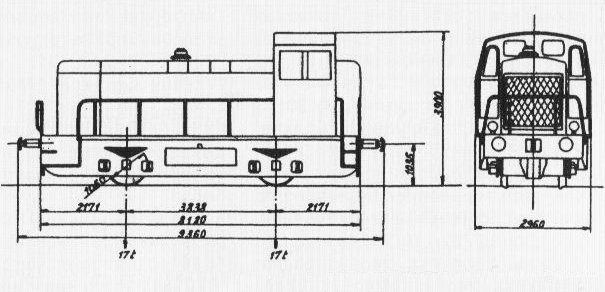
Diagramme du locotracteur Y 51100.

## Effectifs par réseaux du 1er janvier 1966[2]à celui de 1973[3]et dépôts titulaires[3],[4]
- Réseau Nord - 2 : 6[2], 8[3]
- Réseau Ouest - 3 : 6[2],[3]
- Réseau Sud-Ouest - 4 : 30[2], 28[3]
- Réseau Sud-Est - 5 : 4[2], 8[3]
- Réseau Méditerranée - 6[2]
- Lens[3]
- Achères[3]
- Sotteville[3]
- Paris Sud-Ouest[3]
- Les Aubrais[3]
- Tours - Saint-Pierre[3]
- Bordeaux - Saint-Jean[3]
- Limoges[3]
- Toulouse[3]
- Nevers[3]
- Annemasse[3]
- Marseille-Blancarde[3]
- Vénissieux[4]
- Nîmes[4]
- Chambéry[4]

Mis en service entre 1953 et 1956, le dernier "yoyos" sera radié le 22 janvier 1985,.

## Engins sauvegardés
- Y 51125 : Préservé au Chemin de fer touristique du Haut Quercy jusqu'en 2023, le Y 51125 a été délesté de sa partie mécanique et de ses essieux, puis transféré au gîte ferroviaire de Monclar-de-Quercy en février 2024 pour exposition statique[7].
- Y 51147 : En service au Train des mouettes

|  |

## Modélisme
Les Y 51100 ont été reproduits en modélisme à l'échelle HO par Jouef, Model-Loco (kit à monter principalement en métal blanc) et plus récemment, par le fabricant allemand NPE/Makette.